# Ініціатива Бенгальської затоки щодо багатосекторного технічного та економічного співробітництва
Ініціатива Бенгальської затоки з багатосекторного технічного та економічного співробітництва (BIMSTEC) — це міжнародна організація семи країн Південної та Південно-Східної Азії, в якій проживає 1,73 мільярда людей, а сукупний валовий внутрішній продукт становить 5,2 трильйона доларів США (2023 рік). Країни-члени BIMSTEC – Бангладеш, Бутан, Індія, М’янма, Непал, Шрі-Ланка та Таїланд  – належать до країн, що залежать від Бенгальської затоки.
Було визначено чотирнадцять пріоритетних секторів співпраці та створено декілька центрів BIMSTEC, які зосереджуються на цих секторах. Угода про вільну торгівлю BIMSTEC перебуває на стадії переговорів (бл. 2018 р.), також згадується як SAARC.
Лідерство змінюється в алфавітному порядку назв країн. Постійний секретаріат знаходиться в Дакці, Бангладеш.

## Фон
6 червня 1997 року в Бангкоку було створено нове субрегіональне угруповання під назвою BIST-EC (Економічне співробітництво Бангладеш, Індія, Шрі-Ланка та Таїланд ). Після включення М'янми 22 грудня 1997 року під час спеціальної зустрічі міністрів у Бангкоку Група була перейменована на "BIMST-EC" (Бангладеш, Індія, М'янма, Шрі-Ланка та Таїландське економічне співробітництво). У 1998 році Непал став спостерігачем. У лютому 2004 року повноправними членами стали Непал і Бутан.
31 липня 2004 року на першому саміті угруповання було перейменовано на BIMSTEC або Ініціативу Бенгальської затоки для багатосекторного технічного та економічного співробітництва.

## Мета
Є 14 основних секторів BIMSTEC уздовж технологічного та економічного співробітництва між країнами Південної та Південно-Східної Азії вздовж узбережжя Бенгальської затоки.
1. Торгівля та інвестиції
2. Транспорт і зв'язок
3. Енергія
4. Туризм
5. технології
6. рибальство
7. Сільське господарство
8. громадське здоров'я
9. Подолання бідності
10. Боротьба з тероризмом і транснаціональною злочинністю
11. Навколишнє середовище та управління стихійними лихами
12. Контакт між людьми
13. Культурне співробітництво
14. Зміна клімату

Сектори з 7 по 13 були додані на 8-й зустрічі міністрів у Дакці в 2005 році, а 14-й сектор був доданий на 11-й зустрічі міністрів у Нью-Делі в 2008 році.
Країни-члени позначаються як провідні країни для кожного сектора.
- Забезпечує взаємодію для надання навчальних та дослідницьких засобів у професійно-технічних галузях освіти
- Сприяти активній співпраці та взаємній допомозі в економічних, соціальних, технічних і наукових сферах, що становлять спільний інтерес
- Надає допомогу для підвищення соціально-економічного зростання країн-членів

## Постійний секретаріат
Постійний секретаріат BIMSTEC у Дакці був відкритий у 2014 році, і Індія дає 32% його витрат. Чинним генеральним секретарем BIMSTEC є посол Індри Мані Панді з Індії.
| Н. | Дата           | Країна    | Генеральний секретар BIMSTEC |
| -- | -------------- | --------- | ---------------------------- |
| 1  | 2014–2017 роки | Шрі Ланка | Суміт Накандала              |
| 2  | 2017–2020 роки | Бангладеш | М Шахідул Іслам              |
| 3  | 2020–2023 роки | Бутан     | Тензін Лекфелл               |
| 4  | 2023–тепер     | Індія     | Шрі Індра Мані Панді         |

## Головування
BIMSTEC використовує алфавітний порядок головування. Головування BIMSTEC прийнято по черзі, починаючи з Бангладеш (1997-1999, 2005-2006), Індії (2000, 2006-2008), М'янми (2001-2002, 2009-14), Шрі-Ланки (2002-2003, 2018-2022), Таїланд (2004-2005, 2022-), Непал (2015-18).

## Країни-члени
Шаблон:Supranational Asian Bodies
| Країни    | Глава держави                                                    | Глава уряду                                                                 | Населення     | Номінальний ВВП / мільярд US$ |
| --------- | ---------------------------------------------------------------- | --------------------------------------------------------------------------- | ------------- | ----------------------------- |
| Бангладеш | Мохаммед Шахабуддін, президент Бангладеш                         | Шейх Хасіна, прем'єр-міністр Бангладеш, ( головний виконавчий директор )    | 162,951,560   | 419,237                       |
| Бутан     | Джігме Хесар Намг'єл Вангчук, король Бутану                      | Лотай Тшерінг, прем'єр-міністр Бутану ( головний виконавчий директор )      | 797,765       | 2,653                         |
| Індія     | Друпаді Мурму, президент Індії                                   | Нарендра Моді, прем'єр-міністр Індії ( виконавчий директор )                | 1,324,171,354 | 3534,743                      |
| М'янма    | М'їнт Шве, виконуючий обов'язки президента М'янми                | Мін Аунг Хлайнг, прем'єр-міністр М'янми, ( головний виконавчий директор § ) | 52,885,223    | 69,262                        |
| Непал     | Рам Чандра Пудел, президент Непалу                               | Пушпа Камал Дахал, прем'єр-міністр Непалу ( головний виконавчий директор )  | 28,982,771    | 36,315                        |
| Шрі Ланка | Раніл Вікремесінгхе, президент Шрі-Ланки ( виконавчий директор ) | Дінеш Гунавардена, прем'єр-міністр Шрі-Ланки                                | 20,798,492    | 81,934                        |
| Таїланд   | Ваджиралонгкорн (Рама X), король Таїланду                        | Прают Чан-о-ча, прем'єр-міністр Таїланду ( виконавчий директор )            | 68,863,514    | 522,012                       |

### Глави держав-членів
Лідери є або главами держави, або главами уряду, залежно від того, хто за конституцією є головним виконавчим органом національного уряду.

## Пріоритетні галузі BIMSTEC
Було визначено 14 пріоритетних сфер із провідними країнами, призначеними керувати зусиллями: Організація має 15 пріоритетних сфер співпраці, включаючи торгівлю та інвестиції, транспорт та зв’язок, енергетику, туризм, технології, рибальство., сільське господарство, охорона здоров’я, боротьба з бідністю, боротьба з тероризмом і транснаціональною злочинністю, навколишнє середовище та боротьба зі стихійними лихами, контакти між людьми, культурна співпраця, зміна клімату та блакитна економіка.
| Пріоритетна сфера                                           | Провідна країна | центр                                                                | Коментарі |
| ----------------------------------------------------------- | --------------- | -------------------------------------------------------------------- | --- |
| Транспорт і зв'язок                                         | Індія           |                                                                      | |
| Туризм                                                      | Індія           | Центр туристичної інформації BIMSTEC, Делі                           | |
| Боротьба з тероризмом і транснаціональною злочинністю       | Індія           |                                                                      | Чотири підгрупи: Обмін розвідданими – Шрі-Ланка (лідер), Боротьба зі фінансуванням тероризму – Таїланд, Юридичність – М’янма, Правоохоронні органи та боротьба з наркотиками – М’янма |
| Навколишнє середовище та ліквідація наслідків стихійних лих | Індія           | Центр погоди та клімату BIMSTEC, Нойда                               | |
| Енергія                                                     | М'янма          | Енергетичний центр BIMSTEC, Бенгалуру                                | BIMSTEC Grid Interconnection MoU підписаний у 2014 році |
| Громадське здоров'я                                         | Таїланд         | Мережа національних центрів координації традиційної медицини BIMSTEC | |
| Сільське господарство                                       | М'янма          |                                                                      | |
| Торгівля та інвестиції                                      | Бангладеш       |                                                                      | |
| технології                                                  | Шрі Ланка       |                                                                      | |
| рибальство                                                  | Таїланд         |                                                                      | |
| Контакт між людьми                                          | Таїланд         |                                                                      | |
| Подолання бідності                                          | Непал           |                                                                      | |
| Зміна клімату                                               | Бангладеш       |                                                                      | |
| Культурне співробітництво                                   | Бутан           |                                                                      | 1200 стипендій ITEC від Індії |

На віртуальному саміті BIMSTEC в Коломбо, який відбувся 30 березня 2022 року, було прийнято рішення реконструювати кількість секторів співпраці із громіздких 14 до більш керованих 7.
1. Торгівля, інвестиції та розвиток — Бангладеш
2. Навколишнє середовище та зміна клімату — Бутан
3. Безпека та енергетика — Індія
4. Сільське господарство та продовольча безпека — М'янма
5. Контакт між людьми — Непал
6. Наука, технології та інновації — Шрі-Ланка
7. Транспорт — Таїланд

## Рамкова угода про зону вільної торгівлі BIMSTEC
Рамкова угода про зону вільної торгівлі BIMSTEC (BFTAFA) була підписана всіма країнами-членами з метою стимулювання торгівлі та інвестицій у сторонах, а також залучення сторонніх осіб до торгівлі та інвестування в країни BIMSTEC на вищому рівні. Згодом було створено «Комітет з ведення торговельних переговорів» (TNC) під головуванням Таїланду для ведення переговорів у сферах торгівлі товарами та послугами, інвестицій, економічного співробітництва, сприяння торгівлі та технічної допомоги для НРС. Після завершення переговорів щодо торгівлі товарами ТНК продовжить переговори щодо торгівлі послугами та інвестицій.
Проект Угоди про прибережне судноплавство BIMSTEC обговорювалося 1 грудня 2017 року в Нью-Делі, щоб полегшити прибережне судноплавство в межах 20 морських миль від берегової лінії в регіоні для збільшення торгівлі між країнами-членами. Порівняно з глибоководним судноплавством, прибережне судно вимагає менших суден з меншою осадкою та меншими витратами. Коли угода набуде чинності після її ратифікації, переміщення багатьох вантажів між країнами-членами можна буде здійснювати за допомогою економічно ефективних, безпечних для навколишнього середовища та швидших прибережних маршрутів. Необхідність екосистеми прибережного судноплавства та взаємозв’язку між мережами електроенергії як двох необхідних компонентів форми BIMSTEC, що розвивається.
7 та 8 листопада 2019 року у Вісакхапатнамі, Індія, відбувся перший в історії саміт BIMSTEC Conclave of Ports. Основними цілями цього саміту є створення платформи для зміцнення морської взаємодії, ініціатив з підключення до портів та обміну передовим досвідом між країнами-членами.
На саміті 2022 року було оголошено Генеральний план транспортного сполучення, який забезпечить основу для регіонального та внутрішнього сполучення,

## Співпраця з Азіатським банком розвитку (АБР)
Азіатський банк розвитку (АБР) стає партнером у 2005 році для проведення «Дослідження транспортної інфраструктури та логістики BIMSTEC» (BTILS), яке було завершено у 2014 році 

## Саміти BIMSTEC

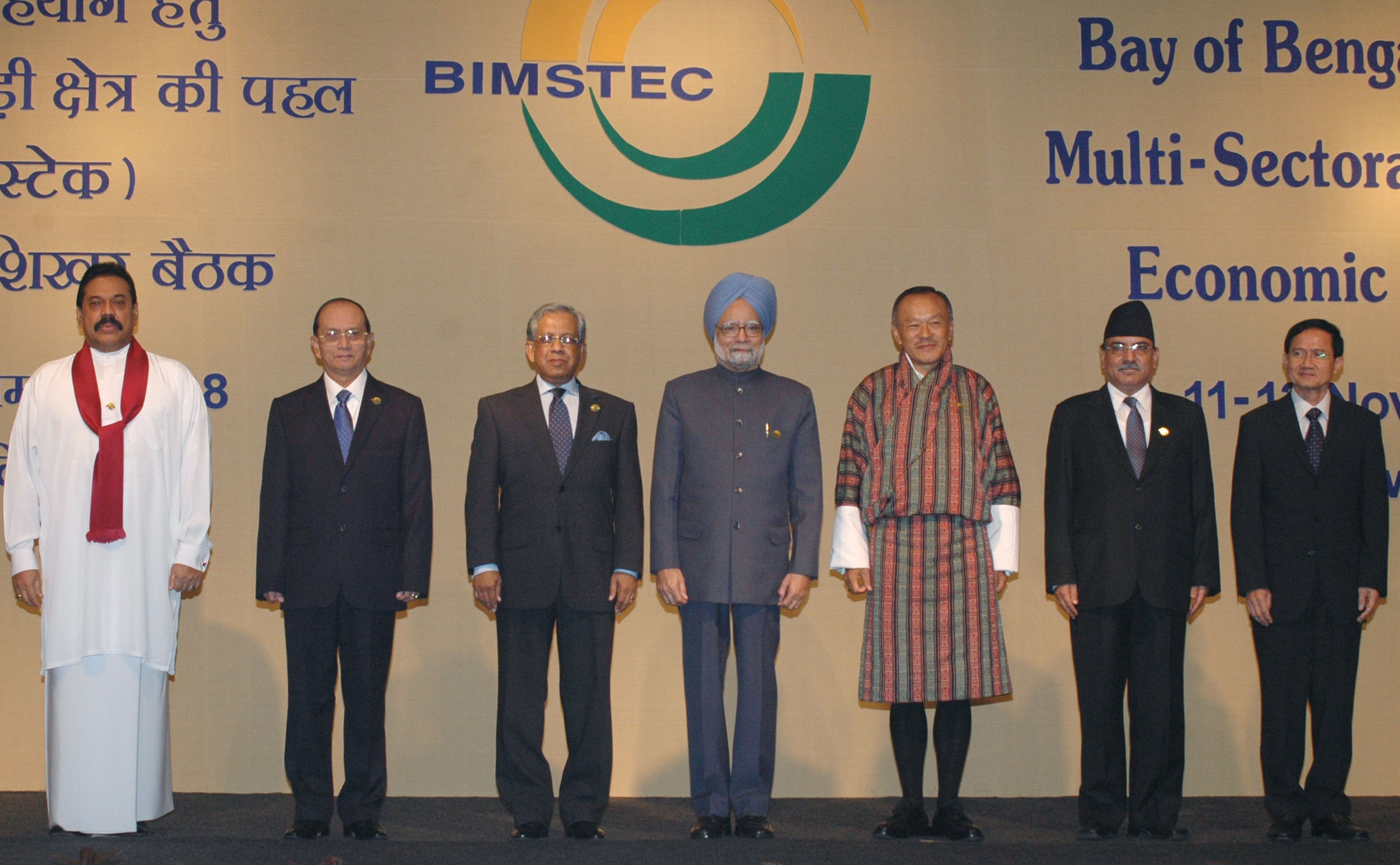
Другий саміт у Нью-Делі, Індія

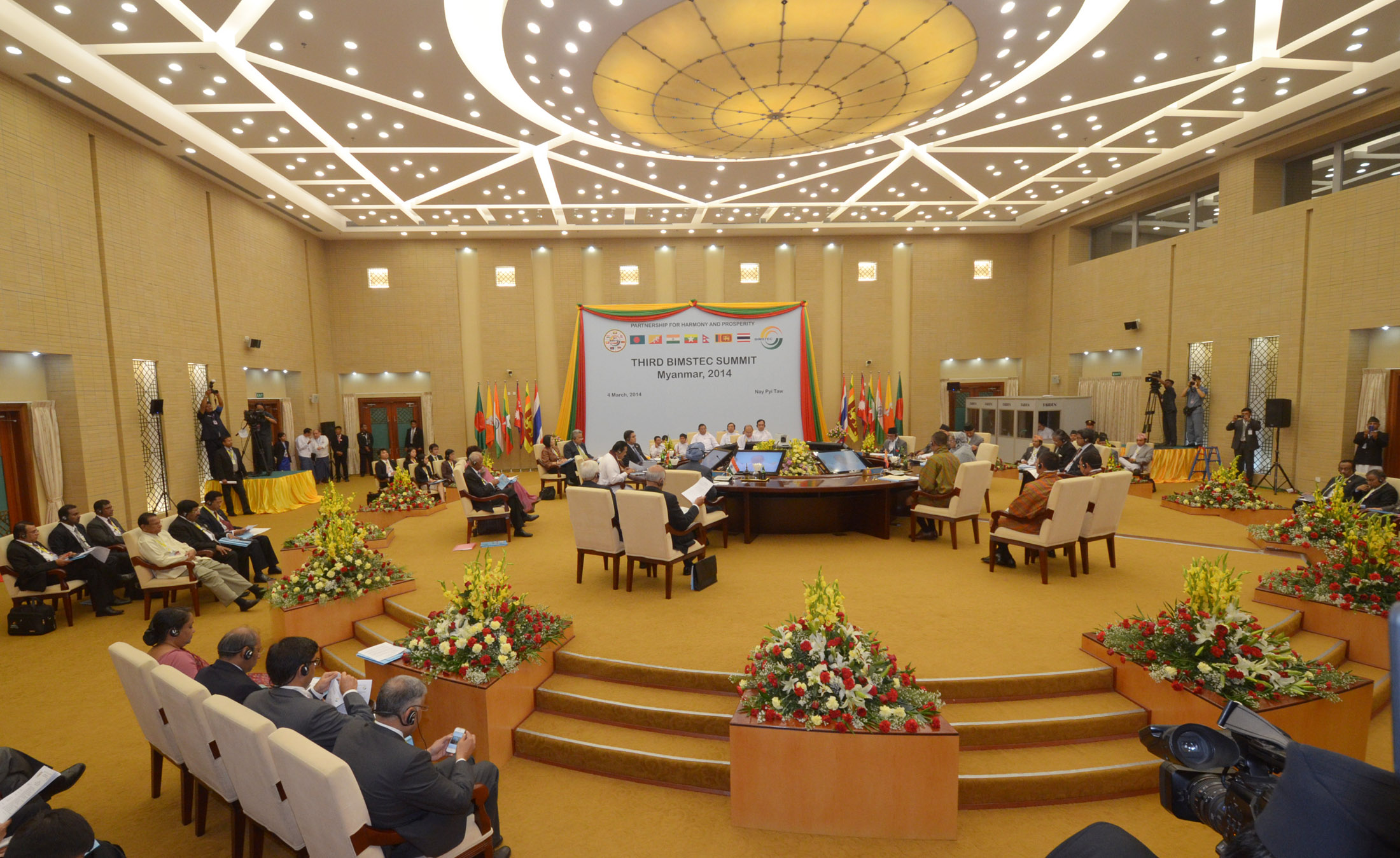
Третій саміт у Найп'їдо, М'янма

| Немає. | Дата                | Приймаюча країна | Приймаюче місто                |
| ------ | ------------------- | ---------------- | ------------------------------ |
| 1-й    | 31 липня 2004 р     | Таїланд          | Бангкок                        |
| 2-й    | 13 листопада 2008 р | Індія            | Нью-Делі                       |
| 3-й    | 4 березня 2014 р    | М'янма           | Найп'їдо                       |
| 4-й    | 30–31 серпня 2018 р | Непал            | Катманду                       |
| 5-й    | 30 березня 2022 р   | Шрі Ланка        | Коломбо ( Віртуальна зустріч ) |

## Проекти
- Каботажне судноплавство
- Об'єднання електромереж
- Регіональна система моніторингу та попередження про НС
- Дорожні та залізничні проекти сполучення Look-East
- MILEX-18: Перші в історії багатонаціональні військові польові навчання BIMSTEC (MILEX-18) відбулися в Пуні, Індія, 10-16 вересня 2018 року. У навчаннях взяли участь усі сім країн-учасниць BIMSTEC: Бангладеш, Бутан, Індія, М’янма, Непал, Шрі-Ланка та Таїланд.

Темою навчань була боротьба з тероризмом у напівміській місцевості. Військовослужбовці-учасники провели низку навчань, у тому числі пошуково-оточувальну роботу, пошук та знищення, поводження та знешкодження саморобних вибухових пристроїв (СВУ). Вони також взяли участь у перевірці в останній день навчань.
MILEX-18 мав великий успіх і був сприйнятий як значний крок до посилення військового співробітництва в регіоні Бенгальської затоки. Навчання сприяли покращенню оперативної сумісності між силами-учасниками та обміну передовим досвідом у сфері протидії тероризму. Це також допомогло зміцнити довіру між країнами-членами BIMSTEC.
MILEX-18 став серйозним поштовхом до програми співпраці BIMSTEC у сфері безпеки. Очікується, що це прокладе шлях для більшої кількості таких навчань у майбутньому, що допоможе ще більше посилити співпрацю у сфері безпеки між країнами-членами BIMSTEC.
Окрім військових навчань, MILEX-18 також включав низку інших заходів, таких як Конклав начальників армій та семінар з боротьби з тероризмом. Конклав начальників армій став можливістю для країн-учасниць обговорити та поділитися своїми поглядами на питання регіональної безпеки. Семінар з питань боротьби з тероризмом надав учасникам форум для ознайомлення з останніми тенденціями тероризму та обговорення шляхів протидії йому.
MILEX-18 став знаковою подією в історії BIMSTEC. Це був важливий крок до розширення військового співробітництва в регіоні Бенгальської затоки, і очікується, що він матиме позитивний вплив на регіональну безпеку.
деякі з ключових результатів MILEX-18:
- Покращена оперативна сумісність між силами-учасниками.
- Обмін передовим досвідом у сфері протидії тероризму.
- Зміцнення довіри між країнами-членами BIMSTEC.
- Прокладання шляху для збільшення таких вправ у майбутньому.
- Збільшення співпраці в галузі безпеки BIMSTEC.

MILEX-18 мав великий успіх, і це позитивний знак для майбутнього співробітництва BIMSTEC у сфері безпеки. Навчання допомогли зміцнити довіру та впевненість між країнами-членами, і очікується, що вони сприятимуть подальшому посиленню їхньої співпраці у сфері безпеки.

## Дивись також
- Проекти підключення АСЕАН і Look-East
- Азіатський діалог про співпрацю
- Азіатський кліринговий союз
- Азіатський банк розвитку
- Бангладеш Бутан Індія Непальська ініціатива (BBIN)
- Саміт BRICS-BIMSTEC, 2016
- Співпраця Меконг-Ганга
- Асоціація регіонального співробітництва Південної Азії (SAARC)
- Субрегіональне економічне співробітництво Південної Азії

## зовнішні посилання
- Офіційний сайт
- BIMSTEC free trade agreement
- 2018 BIMSTEC Summit

Шаблон:Foreign relations of BangladeshШаблон:Foreign relations of IndiaШаблон:Regional organizationsШаблон:Asia topics